# Montevecchio
Montevecchio is een plaats (frazione) in de Italiaanse gemeente Guspini.
De plaats lag in de provincie Medio Campidano totdat deze provincie in 2016 opging in de huidige provincie Sud Sardegna.